# Louis Counet

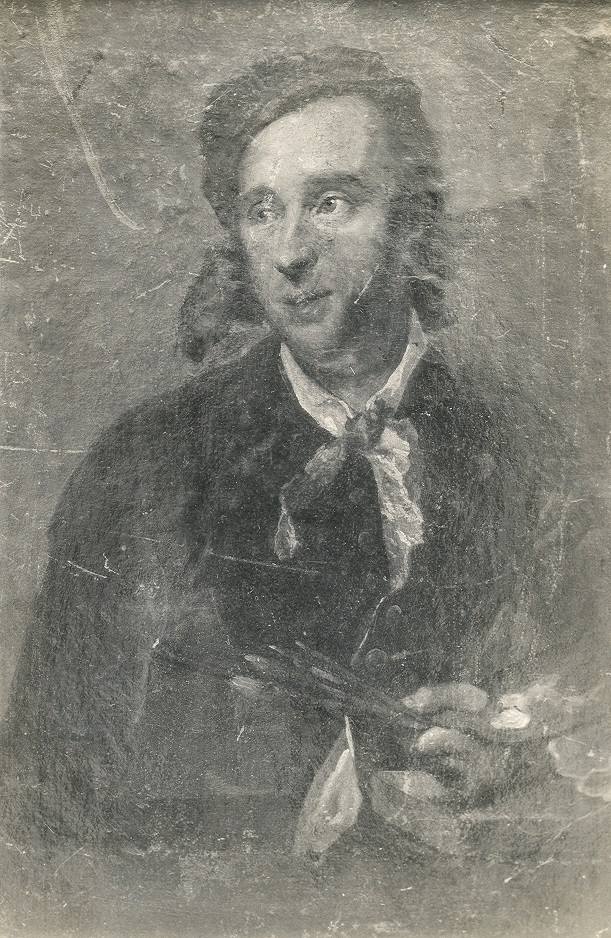
Louis Counet: Selbstporträt, um 1680, Foto des verschollenen Ölgemäldes. Archiv des Musée Grand Curtius, Lüttich, Dossier Counet. Abb. nach Katalog Trier 2009.

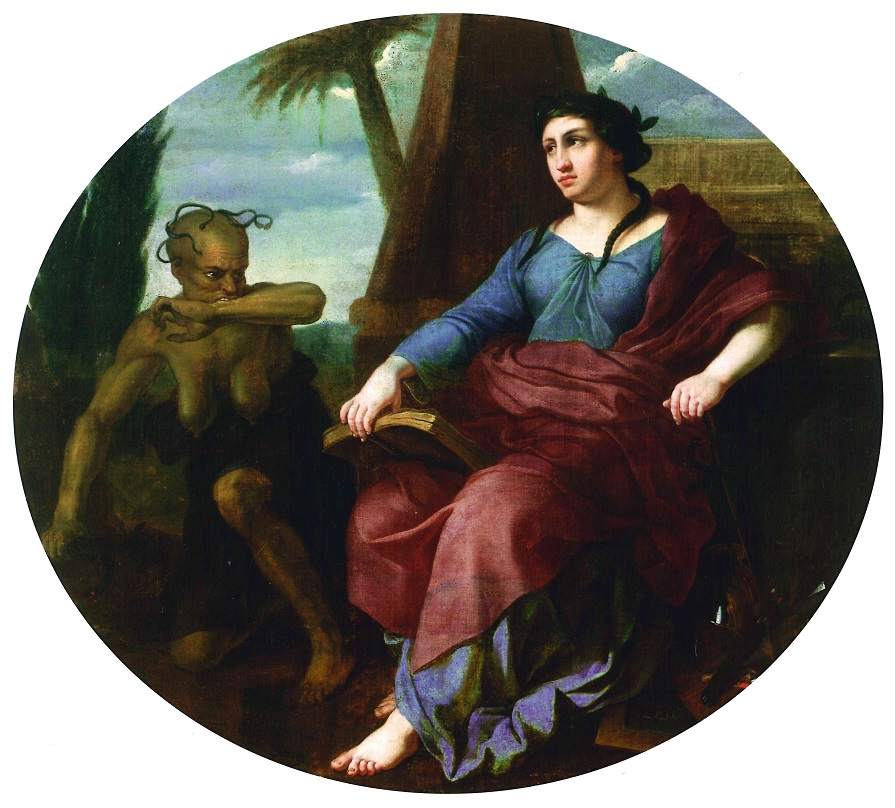
Louis Counet: Allegorie der Künste und der Zwietracht, 1697, Ölgemälde, 150 × 168 cm, Stadtmuseum Simeonstift Trier (Pendant zur Allegorie der Gerechtigkeit und des Friedens).

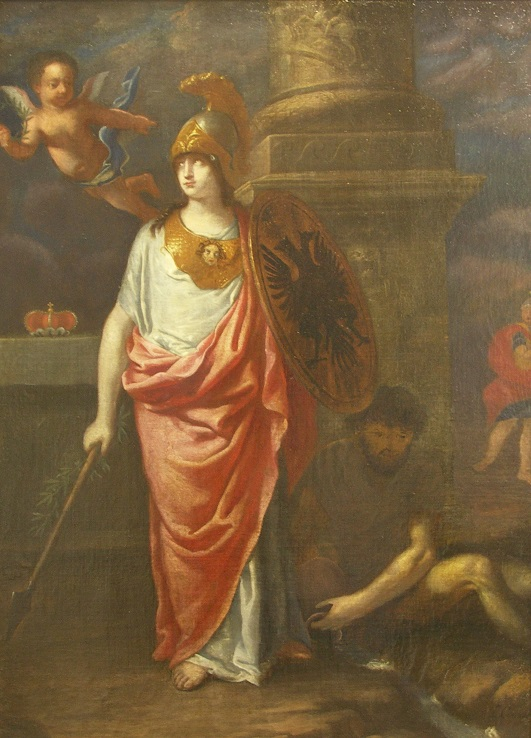
Louis Counet: Minerva, undatiert, Ölgemälde, 88 × 62 cm. Stadtmuseum Simeonstift Trier.

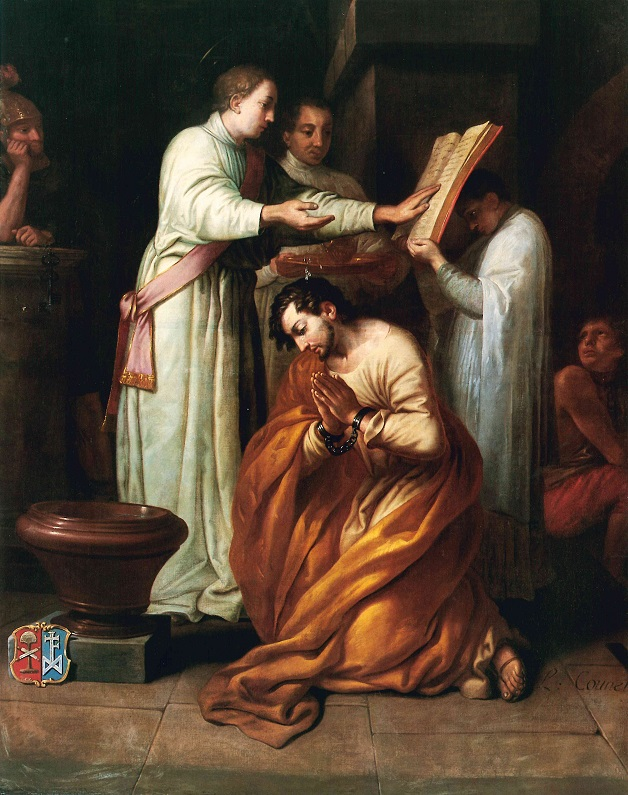
Louis Counet: Der Hl. Laurentius tauft Lucillus im Kerker, undatiert, Ölgemälde, 164 × 128 cm. Stadtmuseum Simeonstift Trier.

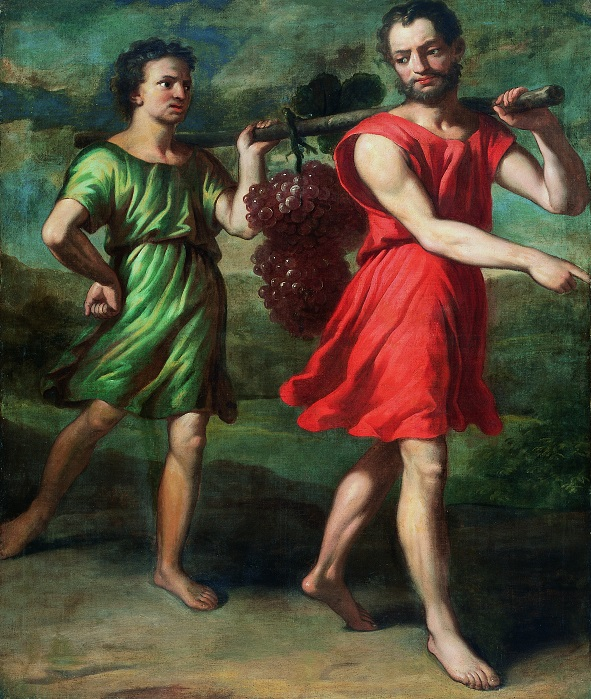
Louis Counet (zugeschrieben): Josua und Kaleb bringen die Traube aus dem Gelobten Land, Ölgemälde, undatiert, 141 × 118 cm. Stadtmuseum Simeonstift Trier.

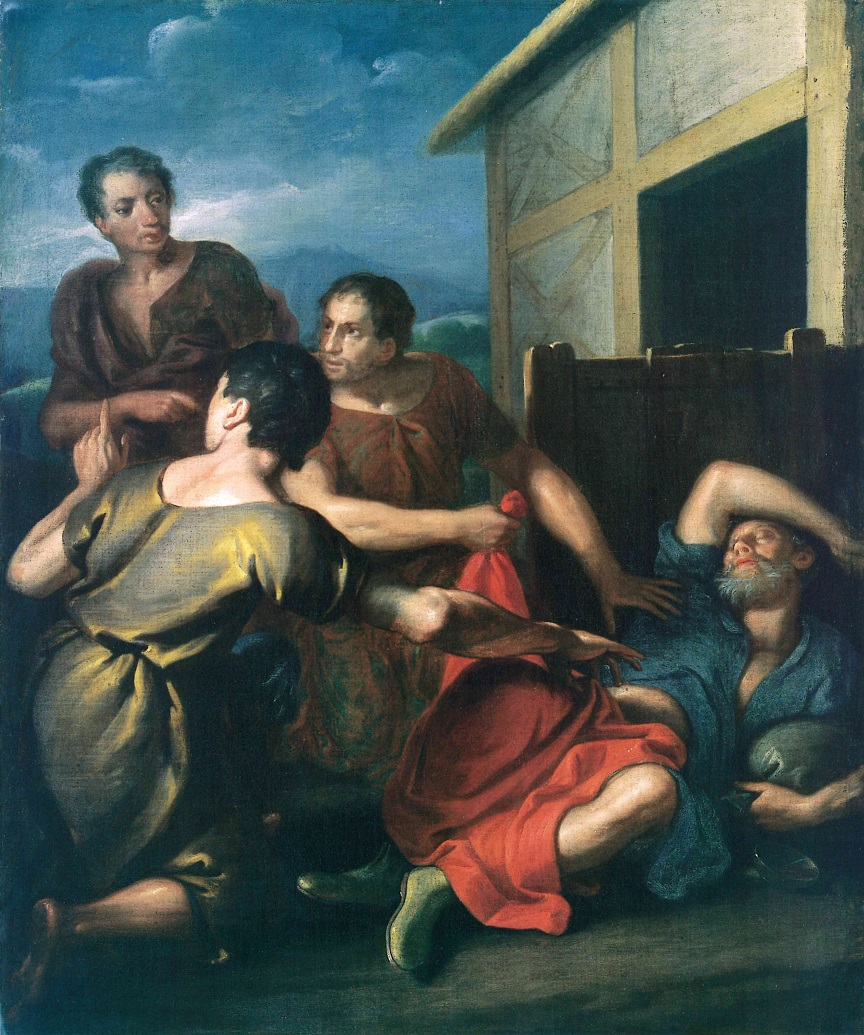
Louis Counet (zugeschrieben): Die Trunkenheit Noahs, undatiert, Ölgemälde, 78 × 65,5 cm. Stadtmuseum Simeonstift Trier.

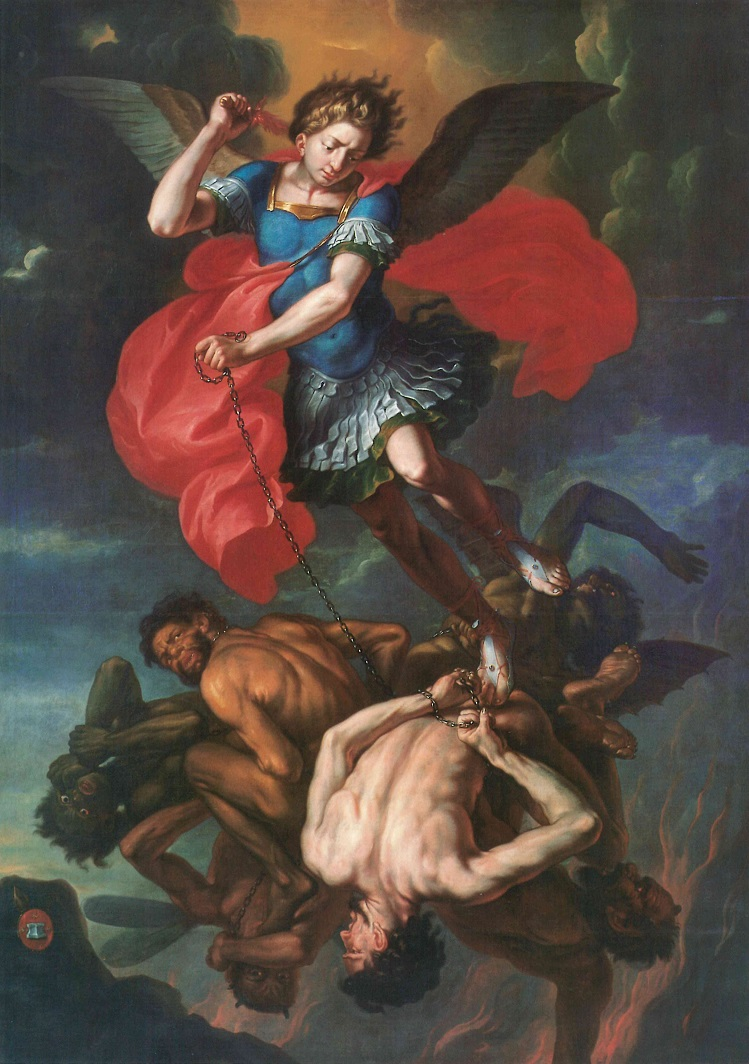
Louis Counet: Kampf Michaels mit Luzifer, 1700, Ölgemälde, 242 × 172 cm. Kath. Kirchengemeinde St. Paulin, Trier, Abb. nach Katalog Trier 2009.

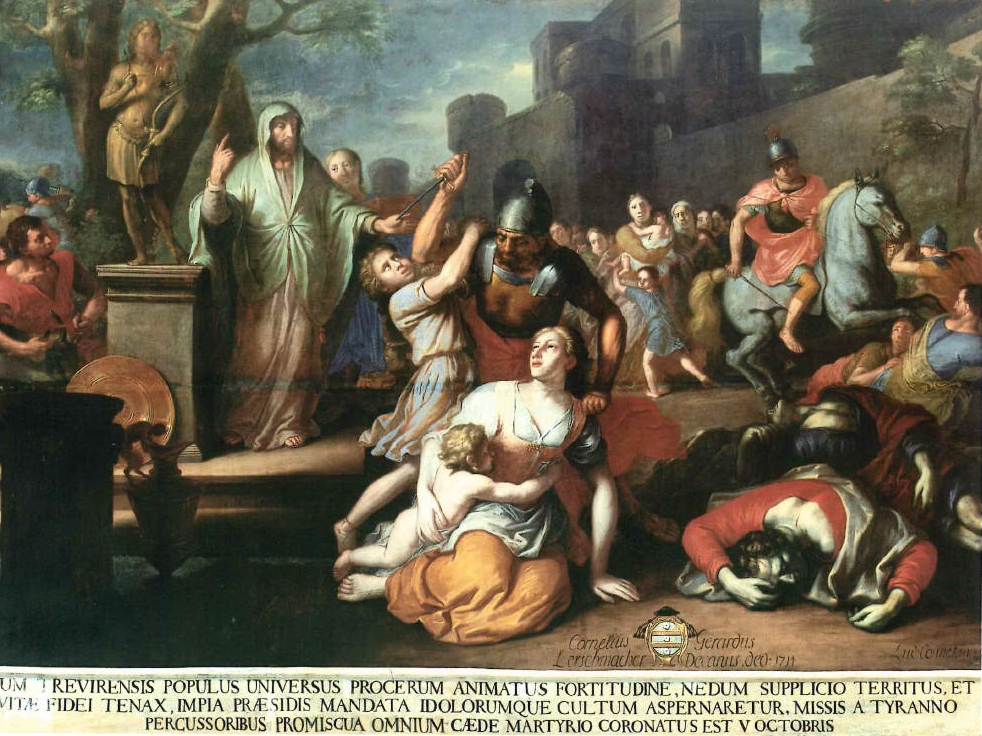
Louis Counet: Verfolgung und Hinrichtung der Trierer Christen, 1714, Ölgemälde, 249 × 336 cm. Museum Am Dom Trier (Leihgabe der Kath. Kirchengemeinde St. Paulin Trier), Abb. nach Katalog Trier 2009.

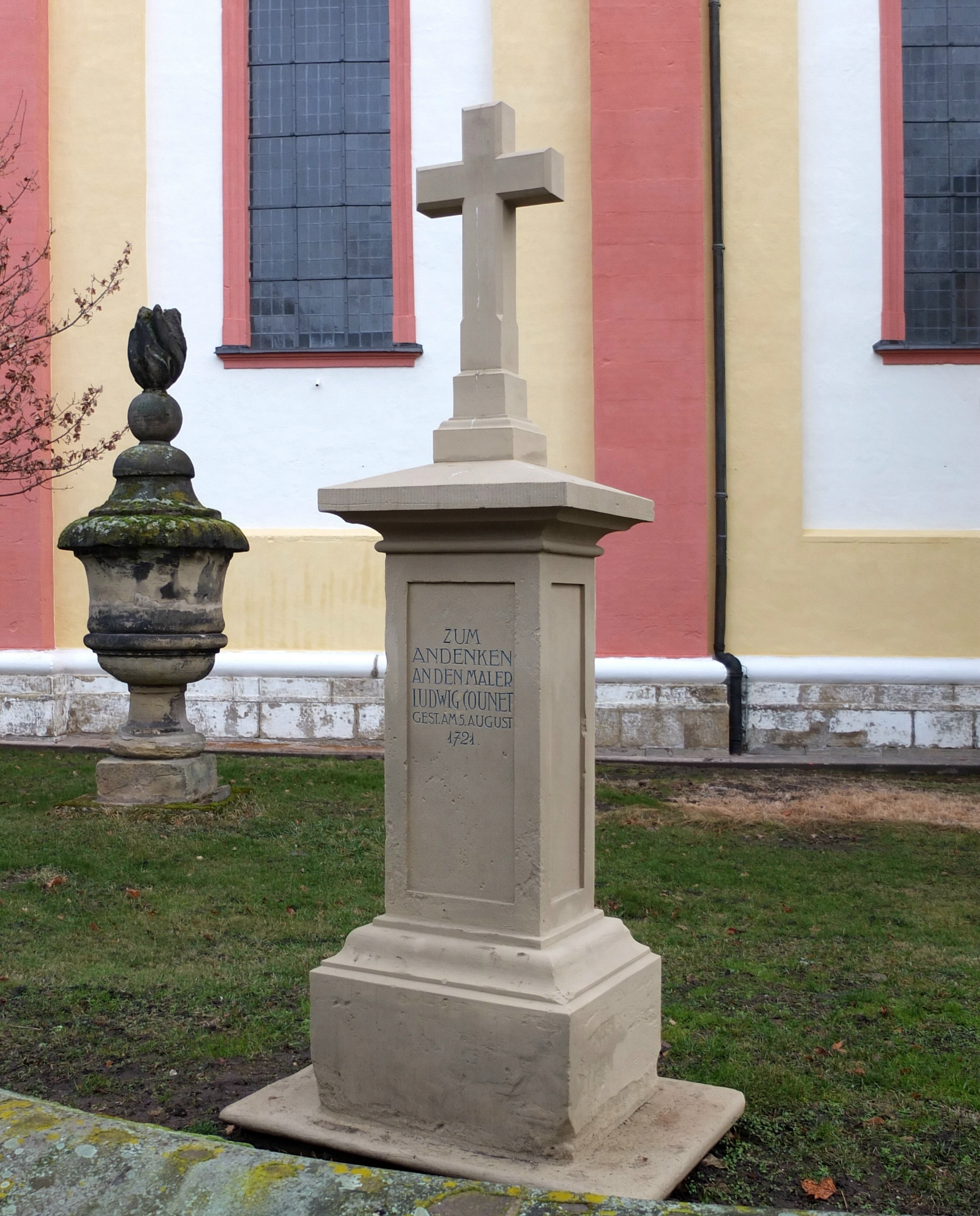
Gedenkkreuz für den in Trier ermordeten „Maler Ludwig Counet“, Südwestseite der Kirche St. Paulin in Trier.

Jean Louis Counet (getauft 20. November 1652 in Lüttich; † 5. August 1721 in Trier) war ein Lütticher Barockmaler mit Wahlheimat Trier.

## Herkunft und Ausbildung in Lüttich
Louis Counet (Varianten: Jean-Louis, Ludovicus, Ludwig, Counette, Cunnet) stammte als Sohn des Kaufmanns Nicolas Counet und der Catherine Jacquet aus einer gutbürgerlichen Lütticher Familie. Sein künstlerischer Werdegang ist urkundlich nicht mehr zu belegen. Die durchgehende Stil- und Themenverwandtschaft seiner Arbeiten lässt jedoch den Schluss zu, dass er im Umkreis der Lütticher Malerschule ausgebildet wurde.
Diese schon von dem Renaissance-Maler Lambert Lombard gegründete Kunstakademie hatte sich im 17. Jahrhundert unter Gérard Douffet und Bertholet Flémal(le)
mit klassizistischer Malerei im französisch-italienischen Stil zu neuer Blüte entwickelt. Im Gegensatz zu der in Antwerpen im Umkreis von Rubens gepflegten Bildsprache wurden für den Barock Lüttichs der Vorrang der korrekten Zeichnung vor der Farbe und eine klare Komposition in herber, zur Monumentalität tendierender Grundauffassung bestimmend. Zwar wirkten die sog. Bologneser Schule und im Besonderen die Werke des Guido Reni noch nach. Auch die naturalistische Bildgestaltung und ausgefeilte Lichtregie in scharfen Hell-Dunkel-Gegensätzen des die Epoche prägenden Michelangelo Merisi da Caravaggio waren – in gemäßigter Form – weiterhin präsent. Entschiedene Hochschätzung aber galt Nicolas Poussin und seiner Hinwendung zur Kunst der Antike: Mit Flächen füllenden, vielfigurigen Historienbildern biblischer und mythologischer Thematik gewannen er und seine Anhänger, die „Poussinisten“, in Lüttich Vorbildfunktion.
Bis zum Tode Flémals 1675 wurde diese Schulung wohl auch Counet zuteil, zusammen mit dem nachgewiesenen Mitschüler Englebert Fisen. Danach begaben sich beide zu Studien nach Italien.

## Italienaufenthalt
Mit seinem insgesamt fünfjährigen Italienaufenthalt folgte Counet einer gängigen Tradition, die von einem ambitionierten Künstler erwartete, dass er sich den antiken Denkmälern gewidmet und die Originale der großen italienischen Meister studiert, Kopien angefertigt und sein eigenes Repertoire entsprechend erweitert hatte. Mit Gemäldekopien, u. a. nach Guido Reni, folgte auch Counet dieser Vorgabe. Vermutlich waren einige seiner Kopien für Lütticher Auftraggeber bestimmt. Denn er sandte 1680 eine Kiste mit seinem Selbstporträt und weiteren ca. 20 Werken unter Vermittlung eines von Rom nach Lüttich zurückkehrenden Kanonikers in die Heimat. Ein 1799 in der verwandten Malerfamilie Rhénasteine erstelltes Inventar führte die heute größtenteils verlorenen Bilder einschließlich der Kopien noch auf.

## Wahlheimat Trier
Nach Lüttich zurückgekehrt ließ Counet dort im Juli 1681 sein erstes, aus der Ehe mit Petronilla Hardy stammendes Kind taufen. Ab 1683 wurden jedoch die übrigen sechs Kinder des Paares in Trier getauft. Counet war ausgewandert: aus der bevölkerungsreichen Hauptstadt des Hochstifts Lüttich (rund 50.000 Einwohner) in die kleinstädtisch geprägte Stadt Trier (weniger als 3000 Einwohner), die angesichts der seit langem in Koblenz-Ehrenbreitstein residierenden Erzbischöfe nur noch den hehren Titel einer Kathedral-Stadt führte. Möglicherweise wich er dem Konkurrenzdruck aus, der sich nach der Rückkehr und den schnellen Erfolgen Englebert Fisens in Lüttich aufgebaut hatte. Seine Kontakte zur Trierer Geistlichkeit machten zudem eine dortige Marktlücke wahrscheinlich, die er nachfolgend ertragreich zu schließen wusste.
Counet erlangte 1690 mit seiner Familie das Bürgerrecht in Trier und stieg in einer steilen Karriere zum regionalen „Malerfürsten“ auf. Der Rat der Stadt Trier, Klöster, Stifte und Pfarrgemeinden der Stadt und der Großregion, selbst der kurfürstliche Hof in Koblenz-Ehrenbreitstein wurden zu seinen Auftraggebern für ganze Serien von großformatigen Gemälden mit religiösen, gelegentlich auch allegorischen oder mythologischen Themen und für seine selteneren Porträts. Seine Produktion an Altarblättern, Kirchenschmuck und profanen Staffeleimalereien war so umfangreich, dass sie nur mit Hilfe einer größeren Werkstatt zu bewältigen war. Selbst für seine alte Heimat, zu der er weiterhin Kontakte aufrechterhielt, führte er noch Aufträge aus, beispielsweise zwischen 1717 und 1720 zwei große Historienbilder und fünf Supraporten für das Rathaus der Stadt Lüttich. Wenn er dabei als höchstbezahlter Maler des Projekts fungierte, entsprach das seinen üblichen Dotierungen in Trier. Die hohen Einkünfte wurden ihm schließlich zum Verhängnis. Mit dem Honorar für sechs Großgemälde in der Tasche fiel er am 5. August 1721 einem Raubmord zum Opfer. Ein Gedenkstein bei der Kirche St. Paulin in Trier erinnert noch heute an ihn.

## Kunsttransfer Lüttich/Trier
Counet übertrug die Errungenschaften der Lütticher Malerschule von der Maas an die Mosel, interpretierte sie aber mit eigener Handschrift. Seine Malweise wies eine Reihe von Charakteristika auf, die sich über Jahrzehnte durch seine Arbeiten zogen: Als Historienmaler galt seine ganze Aufmerksamkeit den groß gesehenen Figuren, die er bühnengleich bis zur vorderen Bildkante hin platzierte. Auch wenn er ihre Gestik und Mimik weniger expressiv als Douffet gestaltete, so vermittelten sie doch barocke Emphase, oft getragen von weitem, „wehendem“ Faltenwurf. Ihre exzellent gemalten Köpfe mit leicht länglicher Gesichtsform und gerader Nase können als Erkennungszeichen des Malers angesehen werden, ebenso wie die negativen Merkmale einer Überbetonung von Muskelsträngen und die gelegentlichen Schwierigkeiten mit der menschlichen Anatomie, insbesondere im Bewegungsablauf. Dagegen gelang es Counet meisterhaft, Einzelpersonen oder die häufig vielfigurigen Szenen mit kontrastreichen Lichteffekten und ausgeprägten Verschattungen zu modellieren, den Stimmungsgehalt seiner Kompositionen zu modulieren. Seine Farbpalette blieb dabei meist verhalten, dominiert von kühlen Blau-, Grün- und Brauntönen. Nur die Hauptakteure wurden mit leuchtendem Rot akzentuiert. Lütticher Tradition gemäß schlossen oft mächtige antike Architekturen den Bildhintergrund seiner Werke; landschaftliche Elemente wurden eher vernachlässigt.

## Werkverzeichnis
Ein Werkverzeichnis, das 53 erhaltene Gemälde Counets zuzüglich einer Aufstellung der verschollenen Arbeiten umfasst, wurde 2009 im begleitenden Katalog-Handbuch zur Ausstellung „Barockmalerei an Maas und Mosel: Louis Counet und die Lütticher Malerschule“ (vgl. Lit. Verz.) veröffentlicht. Als Ergebnis eines mehrjährigen Forschungsprojektes des Stadtmuseums Simeonstift Trier in Zusammenarbeit mit Museen und Archiven in Belgien und Luxemburg zeigte es erstmals die enorme Bedeutung des zwischenzeitlich fast völlig vergessenen Malers für die Kunst des Barock in der Großregion auf.
Die nachfolgende Aufstellung macht die Bandbreite der abgehandelten Motive und die heutige Streuung der erhaltenen Werke in Deutschland, Luxemburg und Belgien deutlich:
1. Trier: Allegorie der Künste und der Zwietracht, signiert und datiert 1697, Stadtmuseum Simeonstift Trier
2. Trier: Allegorie der Gerechtigkeit und des Friedens, Pendant zu Nr. 1, wie vor
3. Trier: Der hl. Laurentius tauft Lucillus im Kerker, signiert, undatiert, wie vor
4. Trier: Samson und Dalila (zugeschrieben), undatiert, wie vor
5. Trier: Die Trunkenheit Noahs (zugeschrieben), undatiert, wie vor
6. Trier: Minervas Disput mit Poseidon um die Stadt Athen, signiert, undatiert, wie vor
7. Trier: Cephalus und Procris (zugeschrieben), undatiert, wie vor
8. Trier: Josua und Kaleb bringen die Traube aus dem Gelobten Land (zugeschrieben), undatiert, wie vor
9. Trier: Haupt des hl. Johannes des Täufers (zugeschrieben), undatiert, wie vor
10. Trier: Die Jesuitenheiligen Ignatius und Xaverius (zugeschrieben), undatiert, wie vor
11. Trier: David und Nathan (zugeschrieben), undatiert, Bischöfliches Priesterseminar Trier
12. Trier: Das Gleichnis vom Pharisäer und vom Zöllner (zugeschrieben), undatiert, wie vor
13. Trier: Jesus und die Samariterin am Jakobsbrunnen (zugeschrieben), undatiert, wie vor
14. Trier: Jesus und die Samariterin am Jakobsbrunnen (zugeschrieben), undatiert, Museum Am Dom Trier
15. Trier: Jesus und die Samariterin am Jakobsbrunnen (Werkstatt Counet), undatiert, Bischöflicher Stuhl Trier
16. Trier: Verfolgung und Hinrichtung der Trierer Christen, signiert und datiert 1714, Museum Am Dom Trier (Leihgabe der Kath. Kirchengemeinde St. Paulin, Trier)
17. Trier: Thyrsus vor dem Statthalter Rictiovarus, signiert, undatiert, wie vor
18. Trier: Hinrichtung des Trierer Konsuls Palmatius, signiert, undatiert, wie vor
19. Trier: Paulinus und die Kirchenversammlung in Mailand, signiert, undatiert, wie vor
20. Trier: Überführung der Gebeine des hl. Paulinus nach Trier, signiert und datiert 1712, wie vor
21. Trier: Martyrium des Papstes Cornelius, unsigniert, 1715, Kath. Kirchengemeinde  St. Paulin, Trier
22. Trier: Der hl. Nepomuk vor König Wenzel, signiert, undatiert, wie vor
23. Trier: Der hl. Nepomuk wird von der Brücke gestürzt, signiert, undatiert, wie vor
24. Trier: Die Auffindung der Leiche des hl. Nepomuk in der Moldau, signiert, undatiert, wie vor
25. Trier: Kampf Michaels mit Luzifer, signiert und datiert 1700, wie vor
26. Trier: Überführung der Leiche des hl. Paulinus (zugeschrieben) undatiert, wie vor
27. Trier: Kreuzigung (zugeschrieben), undatiert, wie vor
28. Trier: Chronologie (Porträts) der Äbte des Klosters St. Maximin, signiert und datiert 1699, Museum Am Dom Trier
29. Trier: Porträt des Weihbischofs Johann Peter Verhorst (zugeschrieben), 1708, Museum Am Dom Trier
30. Trier: Himmelfahrt Mariä, signiert, undatiert, Welschnonnenkirche
31. Trier: Der hl. Antonius mit dem Jesuskind (zugeschrieben), undatiert, Kongregation der Barmherzigen Brüder von Maria-Hilf Trier
32. Trier: Porträt des Trierer Juristen Dr. iur. utr. Peter Ernst Haydrich (zugeschrieben), 1708, Vereinigte Hospitien Trier
33. Saarburg: Kreuzabnahme, signiert und datiert 1700, St. Laurentiuskirche
34. Klausen: Die Bekehrung des hl. Augustinus (zugeschrieben), undatiert, Wallfahrtskirche Eberhardsklausen
35. Klausen: Der hl. Augustinus überreicht seinem Orden die Regel (zugeschrieben), undatiert, wie vor
36. Püttlingen: Martyrium des hl. Vitus, signiert, undatiert, Kath. Pfarrkirche St. Sebastian
37. Kunsthandel 2003, Verbleib unbekannt: Szene aus dem Leben Alexander des Großen, signiert, undatiert
38. Kunsthandel Stuttgart 2001, Privatbesitz: Heilung des Lahmen an der Tempelpforte in Jerusalem durch die Apostel Petrus und Johannes, signiert, undatiert (vor 1700)
39. Wiesbaden, Privatsammlung: Eroberung der Burg Bouillon, signiert und datiert 1717
40. Privatsammlung: Hl. Cäcilie, signiert, undatiert.
41. Unbekannte Privatsammlung: Achilles und Hector (?), signiert, undatiert
42. Eppeldorf/Luxemburg: Himmelfahrt Mariä, signiert, um 1693–1717, Pfarrkirche St. Lambertus
43. Luxemburg-Pfaffenthal: Taufe Christi, signiert, undatiert, Zivilhospiz, Luxemburg-Grund
44. Houffalize/Belgien: Martyrium der hl. Katharina von Alexandrien, signiert und datiert 1698, Pfarrkirche Sainte-Catherine
45. Nassogne/Belgien: Die Enthauptung des hl. Johannes des Täufers (zugeschrieben), 1700–1705, Kirche Saint-Jean Baptiste
46. Eupen/Belgien: Madonna mit Kind, signiert, undatiert, Kirche der Unbefleckten Empfängnis
47. Malmedy/Belgien: Hl. Sebastian, Kopie nach Hans von Aachen (zugeschrieben an Counet), undatiert, Le Conseil d’Administration de Malmedy
48. Lüttich: Himmelfahrt Mariä, signiert, undatiert, Kirche Saint-Denis
49. Lüttich: Allegorie der Geschichte, Supraporte, signiert, undatiert (1717–1720), Rathaus Lüttich, Salle du Conseil communal
50. Lüttich: Allegorie des Wohlstands, signiert, wie vor
51. Lüttich: Allegorie des Friedens, signiert, wie vor
52. Lüttich: Allegorie der Wissenschaft, signiert und datiert 1719, wie vor
53. Lüttich: Allegorie der Religion (zugeschrieben), undatiert, wie vor.

Erhalten blieben demnach 22 Einzelwerke und Zyklen zu Heiligen und Märtyrern, 16 Themen zum Alten und Neuen Testament, 7 allegorische Darstellungen im öffentlichen Auftrag, 5 mythologische bzw. historische Themen und 3 Porträts. Unbedingt hinzuweisen bleibt aber auf die großen, durch schriftliche Quellen belegten Verluste, allen voran die 20 Großgemälde zur Geschichte des Benediktinerordens für die Kirche St. Maximin in Trier.